# Mosquée Tuba Chahi

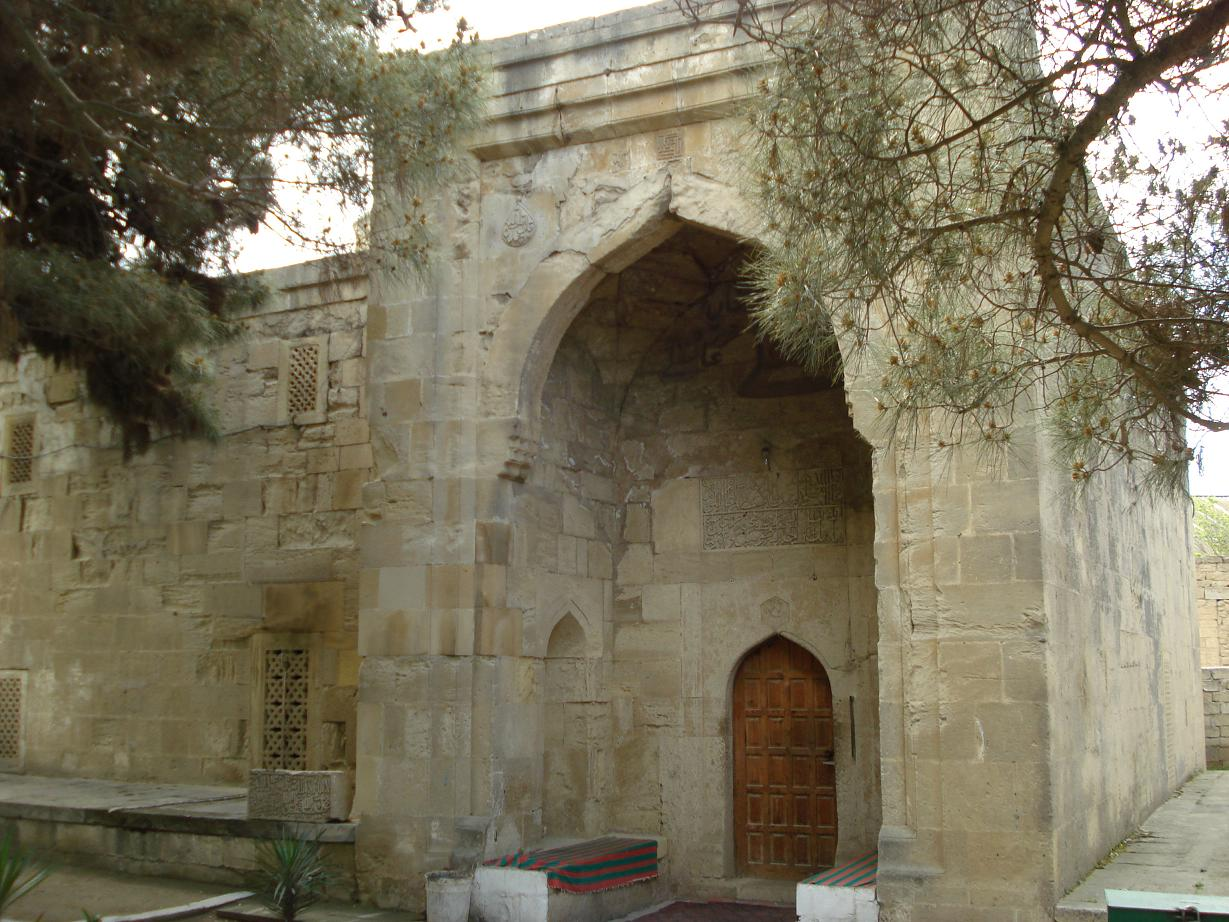

La mosquée Tuba Chahi (en azerbaïdjanais: Tuba-Şahi məscidi) (en persan: مسجد طوبی شاهی) est située dans le canton de Mardakan, à Bakou. C'est un monument architectural de l'Azerbaïdjan et une construction culte, qui s'est répandue dans l'architecture des régions septentrionales de l'Azerbaïdjan. La mosquée a été construite au XVe siècle et a été nommée en l'honneur de la femme qui a commandé sa construction.
Une inscription confirmant la date de sa construction a été gravée sur la mosquée (1481-1482). Il y a encore une inscription dans la mosquée, sur l'escalier en colimaçon près de l'entrée de la mosquée qui mène au toit. De toute évidence, cette inscription appartient à une mosquée plus ancienne du village et indique la date de construction - Muharram du 774ème anniversaire de Hijri (1372) - et indique le nom d’un client - sadra Hadji Bahaddin.
Le château quadrangulaire, un bâtiment du Moyen Âge, est situé près de la mosquée.